# Harttia merevari
Harttia merevari är en fiskart som beskrevs av Provenzano, Machado-allison, Chernoff, Willink och Arthur Petry 2005. Harttia merevari ingår i släktet Harttia och familjen Loricariidae. Inga underarter finns listade i Catalogue of Life.